# KKK (magazyn komiksowy)
KKK – skrótowiec od "Krakowski Klub Komiksu"; polski magazyn komiksowy wydawany w latach 1996-2004 m.in. przez wydawnictwo Atropos. Ogółem pojawiły się 24 numery.
Magazyn powstał z inicjatywy Tomasza Krasnowolskiego i Krzysztofa Tkaczyka. Na łamach KKK publikowali członkowie Krakowskiego Klubu Komiksu, m.in. Kamil Śmiałkowski, Bartosz Minkiewicz, Tomasz Minkiewicz, Krzysztof Tkaczyk, Tomasz Krasnowolski, Krzysztof Opiłło, Michał Gałek, Mariusz Zabdyr, a także inni polscy twórcy komiksu m.in. Andrzej Mleczko, Jerzy Skarżyński, Bogusław Polch, Jerzy Szyłak, Wojciech Birek, Przemysław Truściński, Krzysztof Gawronkiewicz, Dennis Wojda, Krzysztof Ostrowski, Tomasz Lew Leśniak, Rafał Skarżycki, Marek Turek, Michał Śledziński; oraz komiksiarze młodego pokolenia, m.in. Jakub Rebelka, Benedykt Szneider, Robert Adler, Mateusz Skutnik, Nikodem Cabała i Mateusz Kołek.
Ostatni numer KKK (24) ukazał się w październiku 2004 r. i dostępny był za darmo w formie elektronicznej.